# Orsberget-Malmmyrbergets naturreservat
Orsberget-Malmmyrbergets naturreservat är ett naturreservat i Gagnefs kommun i Dalarnas län.
Området är naturskyddat sedan 2024 och är 87 hektar stort. Reservatet består av två delar på höjdplatåer med tallskog på topparna och granskog i sluttningarna.